# Нестерук Андрій Петрович
Андрій Петрович Нестерук (нар. 1 серпня 1978, Івано-Франківськ, УРСР) — український футболіст, нападник.

## Життєпис
Андрій — вихованець Івано-Франківської ДЮСШ № 3, першим тренером футболіста був Анатолій Литвиненко.
На початку кар'єри Нестерук виступав за українські команди «Прикарпаття» (Івано-Франківськ), «Тисмениця», «Калуш»
Найвдаліше виступав у клубах ближнього зарубіжжя. Зокрема, з 1999 по 2005 рік з невеликими перервами виступав за тираспольський «Шериф», у складі якого тричі ставав чемпіоном Молдови, двічі володарем Суперкубка, один раз завойовував національний кубок країни і Кубок Співдружності.
У 2007 році Нестерук виступав у Казахстані за місцевий «Ордабаси» з Шимкента, з яким став фіналістом національного кубка.
Наприкінці футбольної кар'єри Нестерук виступав за аматорські команди «Карпати» (Коломия) та «Тепловик» (Івано-Франківськ).

## Тренерська кар'єра
Після завершення футбольної кар'єри він розпочав кар'єру тренера. У 2016—2018 роках очолював «Карпати» (Галич). Протягом двох сезонів з командою виборов звання чемпіонів області, Суперкубок області, дійшов до фіналу кубка Івано-Франківщини, а також вивів команду у лідери чемпіонату ААФУ.
З 2 січня 2019 року — головний тренер «Калуша». 24 червня 2019 року він покинув клуб.

## Досягнення
- Національний дивізіон Молдови
  -  Чемпіон (3): 2001-02, 2002-03, 2003-04

- Кубок Молдови
  -  Володар (1): 2001-02

- Суперкубок Молдови
  -  Володар (1): 2003

- Кубок Співдружності
  -  Володар (1): 2003

## Особисте життя
Дружина — Тетяна, син — Олександр.